# Cantó de Sallagosa
El cantó de Sallagosa és una divisió administrativa francesa, situada dins de la Catalunya Nord, al departament dels Pirineus Orientals.

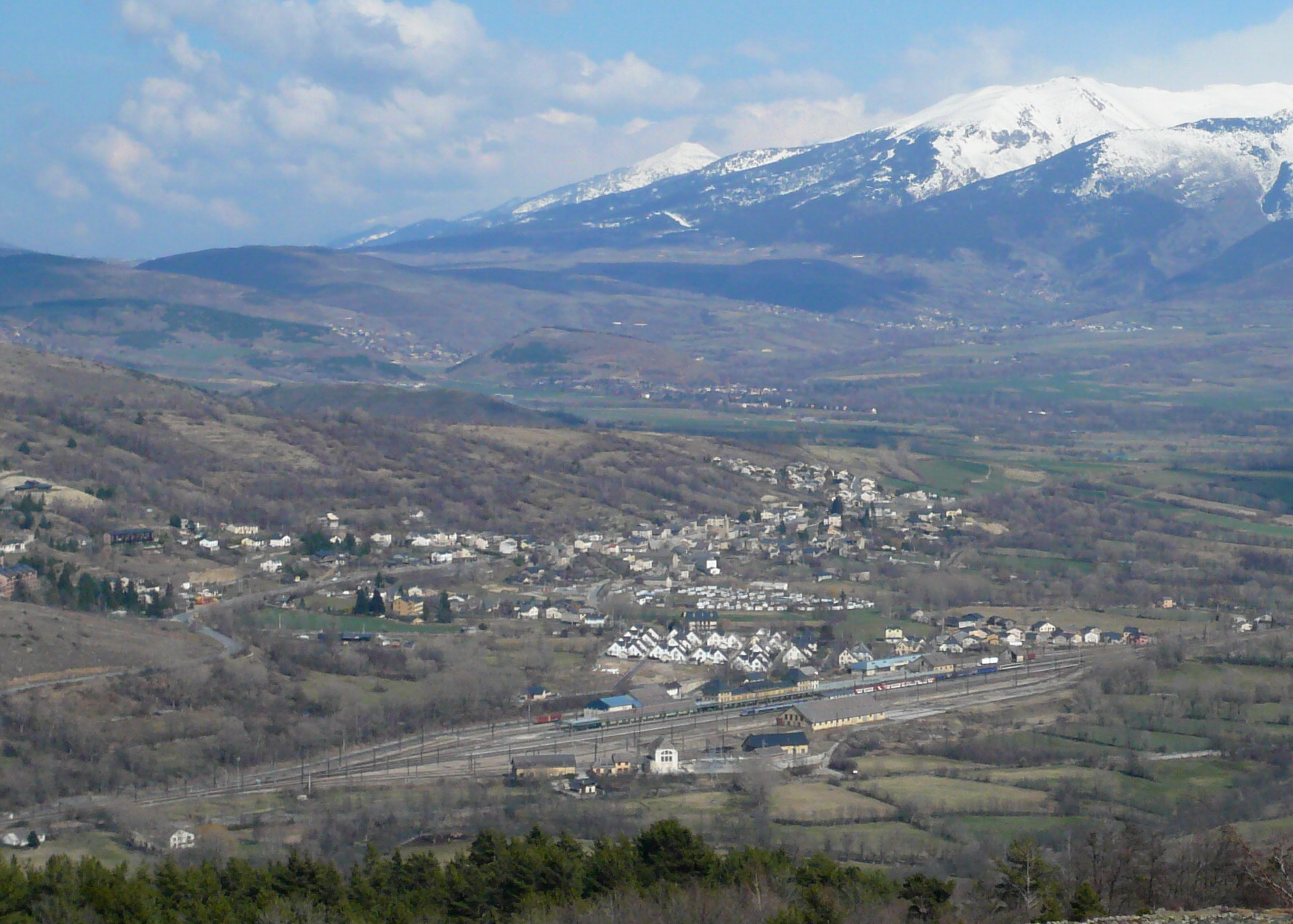
Enveig des de Guils de Cerdanya, amb l'estació de la Tor de Querol en primer terme

## Composició
El cantó de Sallagosa està compost per 21 municipis, tots formen part de la comarca de l'Alta Cerdanya:
- Font-romeu, Odelló i Vià
- Oceja
- la Guingueta d'Ix
- Sallagosa (capital del cantó)
- Enveig
- Er
- Angostrina i Vilanova de les Escaldes
- Èguet
- Palau de Cerdanya
- Estavar
- la Tor de Querol
- Ur
- Dorres
- Targasona
- Portè
- Santa Llocaia
- Llo
- Eina
- Porta
- Naüja
- Vallcebollera

Tots formen part de la comunitat de comunes Pirineus Cerdanya llevat Eina i Font-romeu, Odelló i Vià que formen part de la comunitat de comunes Capcir Alt Conflent

## Consellers generals
| Data d'elecció    | Identitat               | Partit                   | Qualitat                                                       |
| ----------------- | ----------------------- | ------------------------ | -------------------------------------------------------------- |
| ....-1867         | James Jaume             |                          | Negociant a Perpinyà                                           |
| 1867-1871         | Bonaventure de Montella |                          | Maire de Santa Llocaia (1865-1870, 1871-1874)                  |
| 1871 -1877        | M. Gurretta             |                          | Banquer à Tolosa de Llenguadoc                                 |
| 1877-1884         | M. Duron                |                          | Militar                                                        |
| 1884-1892         | Jean Laffon             | Republicà                | Redactor en cap de l'Observateur du Cap-Béar                   |
| 1892-1898         | Adolphe Ramonatxo       | Rad.                     | Maire de La Tor de Querol (1884-1910)                          |
| 1898-1926         | Emmanuel Brousse        | Gauche républicaine      | Publicista conseller municipal de Perpinyà Diputat (1906-1924) |
| 1927-1940         | Georges Clerc           | URD                      | Metge a Sallagosa                                              |
| 1945-1951 (decés) | Barthélemy Lledos       | SFIO                     | batlle d'Er (1929-1943 i 1944-1951)                            |
| 1951-1973 (decés) | Michel Aris             | DVD                      | Maire de Santa Llocaia mort durant el mandat                   |
| 1973 - 1994       | Joseph Calvet           | DVD després UDF puis DVD | maire de La Guingueta d'Ix (1973-1995)                         |
| 1994 - 2015       | Georges Armengol        | UMP després DVD          | maire de Sallagosa des de 1994                                 |